# Carol Bouvard
Carol Bouvard , née le 12 janvier 1998, est une skieuse acrobatique suisse. 

## Carrière
Le 7 février 2019, elle remporte la médaille d'or en saut acrobatique par équipe lors des championnats du monde avec Nicolas Gygax et Noé Roth.

## Palmarès

### Championnats du monde
| Épreuve / Édition       | Saut acrobatique | Saut acrobatique en équipe |
| Mondiaux 2019 Park City |                  | Or                         |
| Mondiaux 2021 Almaty    |                  | Argent                     |